# Iceland GeoSurvey
 (mai 2025).
Si vous disposez d'ouvrages ou d'articles de référence ou si vous connaissez des sites web de qualité traitant du thème abordé ici, merci de compléter l'article en donnant les références utiles à sa vérifiabilité et en les liant à la section « Notes et références ».
 (mai 2023).
La mise en forme du texte ne suit pas les recommandations de Wikipédia : il faut le « wikifier ».
Les points d'amélioration suivants sont les cas les plus fréquents. Le détail des points à revoir est peut-être précisé sur la page de discussion.
- Les titres sont pré-formatés par le logiciel. Ils ne sont ni en capitales, ni en gras.
- Le texte ne doit pas être écrit en capitales (les noms de famille non plus), ni en gras, ni en italique, ni en « petit »…
- Le gras n'est utilisé que pour surligner le titre de l'article dans l'introduction, une seule fois.
- L'italique est rarement utilisé : mots en langue étrangère, titres d'œuvres, noms de bateaux, etc.
- Les citations ne sont pas en italique mais en corps de texte normal. Elles sont entourées par des guillemets français : « et ».
- Les listes à puces sont à éviter, des paragraphes rédigés étant largement préférés. Les tableaux sont à réserver à la présentation de données structurées (résultats, etc.).
- Les appels de note de bas de page (petits chiffres en exposant, introduits par l'outil «  Source ») sont à placer entre la fin de phrase et le point final[comme ça].
- Les liens internes (vers d'autres articles de Wikipédia) sont à choisir avec parcimonie. Créez des liens vers des articles approfondissant le sujet. Les termes génériques sans rapport avec le sujet sont à éviter, ainsi que les répétitions de liens vers un même terme.
- Les liens externes sont à placer uniquement dans une section « Liens externes », à la fin de l'article. Ces liens sont à choisir avec parcimonie suivant les règles définies. Si un lien sert de source à l'article, son insertion dans le texte est à faire par les notes de bas de page.
- La présentation des références doit suivre les conventions bibliographiques. Il est recommandé d'utiliser les modèles {{Ouvrage}}, {{Chapitre}}, {{Article}}, {{Lien web}} et/ou {{Bibliographie}}. Le mode d'édition visuel peut mettre en forme automatiquement les références.
- Insérer une infobox (cadre d'informations à droite) n'est pas obligatoire pour parachever la mise en page.

Pour une aide détaillée, merci de consulter Aide:Wikification.
Si vous pensez que ces points ont été résolus, vous pouvez retirer ce bandeau et améliorer la mise en forme d'un autre article.
Iceland GeoSurvey (ÍSOR) est un institut de conseil et de recherche fournissant des services spécialisés à l'industrie énergétique islandaise, au gouvernement islandais et aux entreprises étrangères, en particulier dans le domaine des sciences et de l'utilisation de la géothermie. Il vise également à faire progresser les connaissances géoscientifiques de la masse continentale de l'Islande et de son plateau continental grâce à des levés systématiques, à la surveillance et à la recherche. Le siège social est à Reykjavík avec une filiale à Akureyri, au nord de l'Islande.
Iceland GeoSurvey est une institution gouvernementale autofinancée à but non lucratif qui fonctionne sur la base de projets et de contrats. Il a été créé en 2003 et a repris toutes les responsabilités de l'ancienne division GeoScience de l'Autorité nationale de l'énergie d'Islande ( Orkustofnun ), à cette date il entre aussi comme partenaire dans l'Iceland School of Energy.
Les recherches sur les ressources énergétiques  de l'Islande remontent au XVIIIe siècle. La recherche systématique sur l'énergie par les instituts gouvernementaux islandais a commencé en 1944 et a été menée sans interruption depuis. Iceland GeoSurvey et son prédécesseur ont dès le début joué un rôle clé dans ce travail. Cette recherche et les activités de l'industrie islandaise de l'énergie ont abouti à ce que plus de 50 % de l'utilisation d'énergie primaire en Islande à l'heure actuelle trouve sa source dans l'énergie géothermique.

## Prestations de service
Iceland GeoSurvey fournit une grande variété de services de recherche, d'exploration et de développement énergétiques sous contrat en Islande et à l'étranger. Les principaux services fournis sont :
- Exploration et recherche sur les ressources géothermiques.
- Services-conseils liés à l'exploration, aux sciences de la Terre, au forage et à la production.
- Services liés à la gestion, à l'exploitation et à l'exploitation de systèmes géothermiques.
- Modélisation du système géothermique.
- Études de faisabilité technique et économique liées aux options d'utilisation.
- Encadrement et formation de géothermistes.
- Levé géodésique.
- Cartographie géologique.
- Exploration et évaluation des ressources en eaux souterraines.

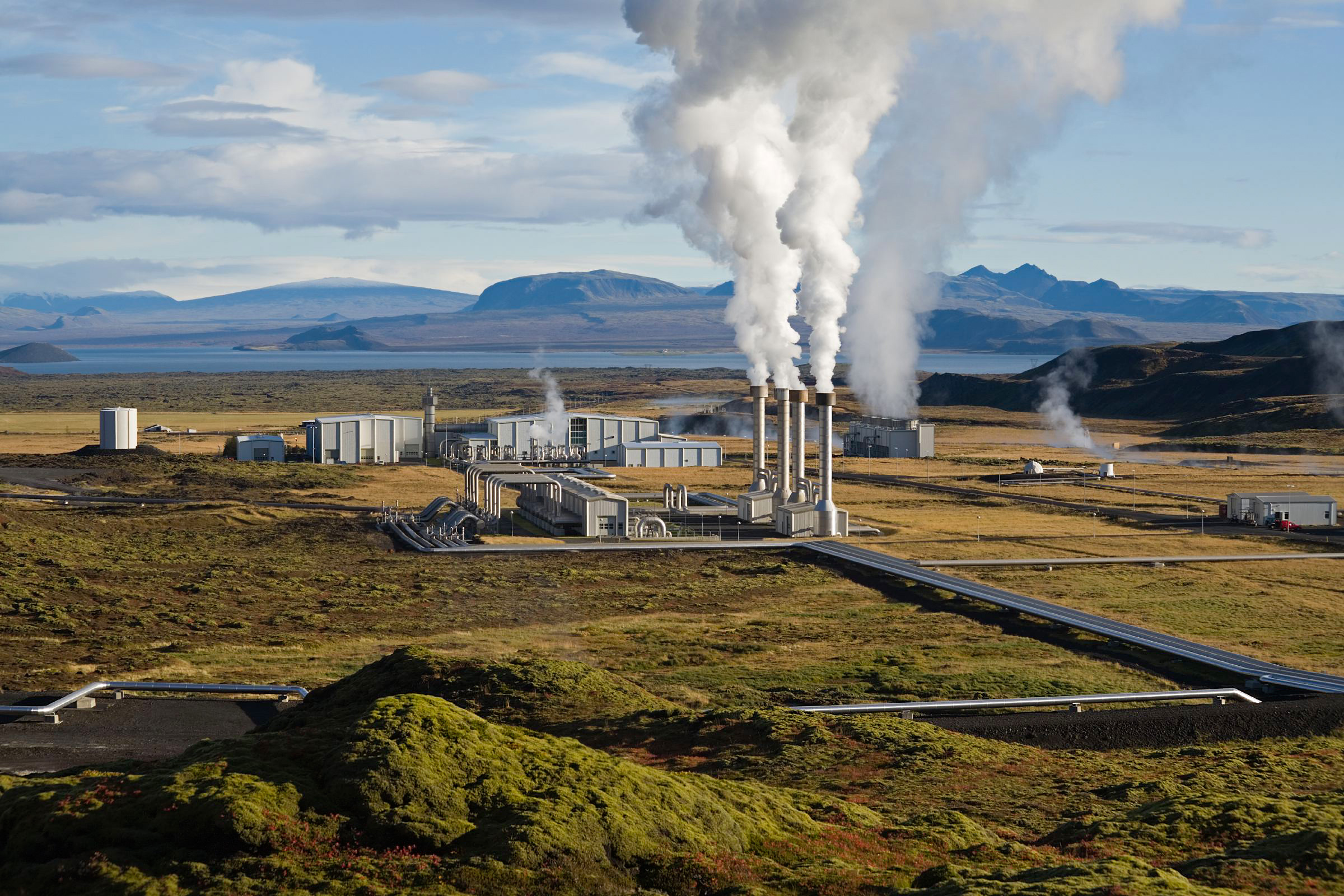
La centrale géothermique de Nesjavellir en Islande

- Évaluation de l'impact environnemental du développement énergétique et de la pollution chimique.
- Recherches géologiques et chimiques.
- Collecte de données de base et évaluation des ressources énergétiques non exploitées.
- Suivi de l'impact environnemental de la production d'énergie.

- Géosciences marines, y compris la prospection pétrolière et gazière.
- Traitement et interprétation des relevés sismiques.
- Études sur l'eau douce.
- Etudes géotechniques pour tunnels et constructions.

- Énergie renouvelable en Islande
- L'énergie géothermique en Islande
- Énergie en Islande
- Hydroélectricité en Islande